# Cooke County
Das Cooke County ist ein County im Bundesstaat Texas der Vereinigten Staaten. Das U.S. Census Bureau hat bei der Volkszählung 2020 eine Einwohnerzahl von 41.668 ermittelt. Der Sitz der County-Verwaltung (County Seat) befindet sich in Gainesville.

## Geographie
Das County liegt nordöstlich des geographischen Zentrums von Texas an der Grenze zu Oklahoma, die durch den Red River gebildet wird, und hat eine Fläche von 2328 km², wovon 65 km² Wasserfläche sind. Es grenzt im Uhrzeigersinn an folgende Countys: Love County in Oklahoma, Grayson County, Denton County, Wise County und Montague County.

## Geschichte
Cooke County wurde am 20. März 1848 aus Teilen des Fannin County gebildet und die Verwaltungsorganisation am 10. März folgenden Jahres abgeschlossen. Benannt wurde es nach William Gordon Cooke, einem Generalquartiermeister während der texanischen Revolution in der texanischen Armee und bei den Texas Rangers.

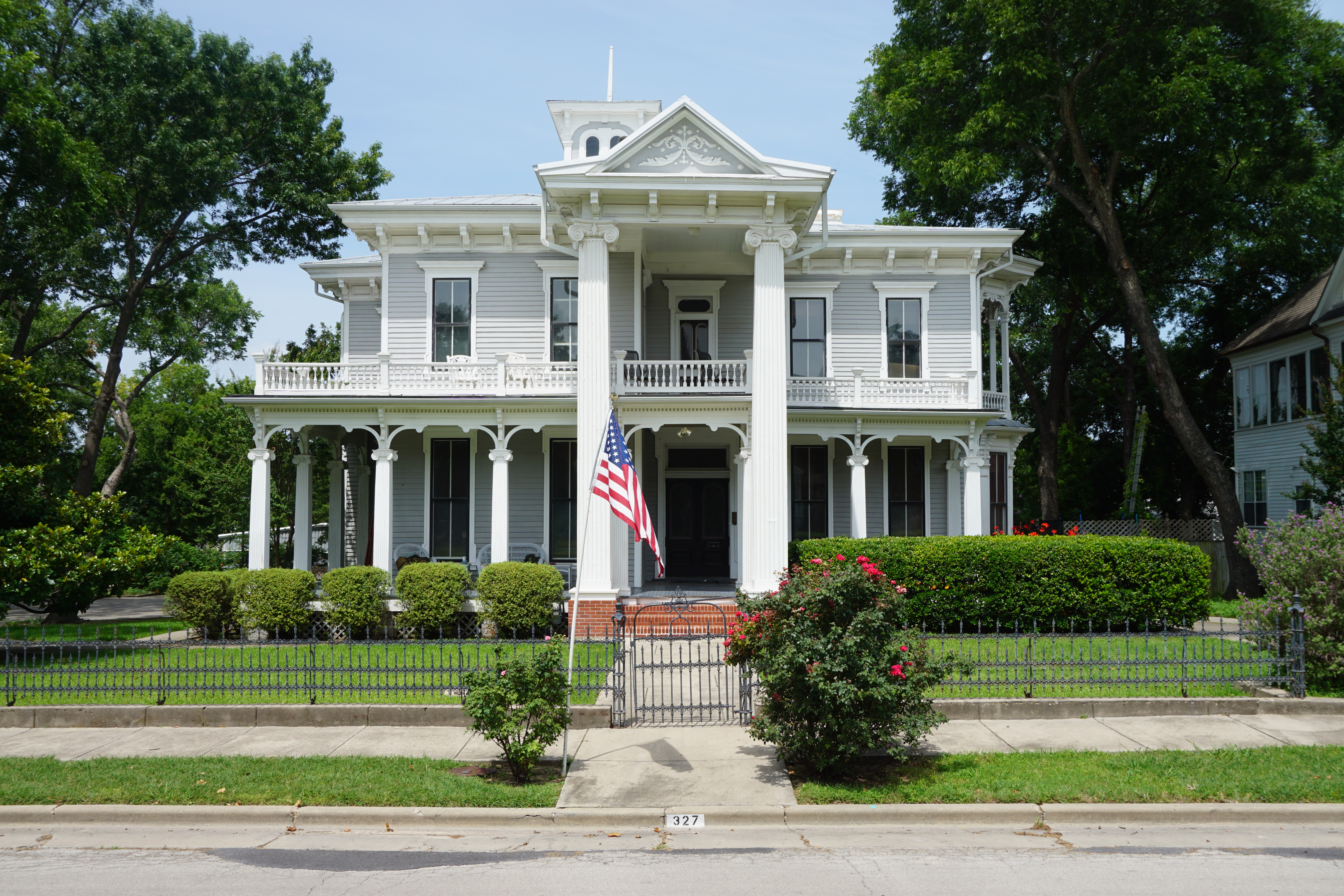
Das Cloud-Stark House ist einer von acht Einträgen des Countys im NRHP.

Acht Bauwerke und Stätten des Countys sind im National Register of Historic Places (NRHP) eingetragen (Stand 22. Oktober 2018).

## Demografische Daten

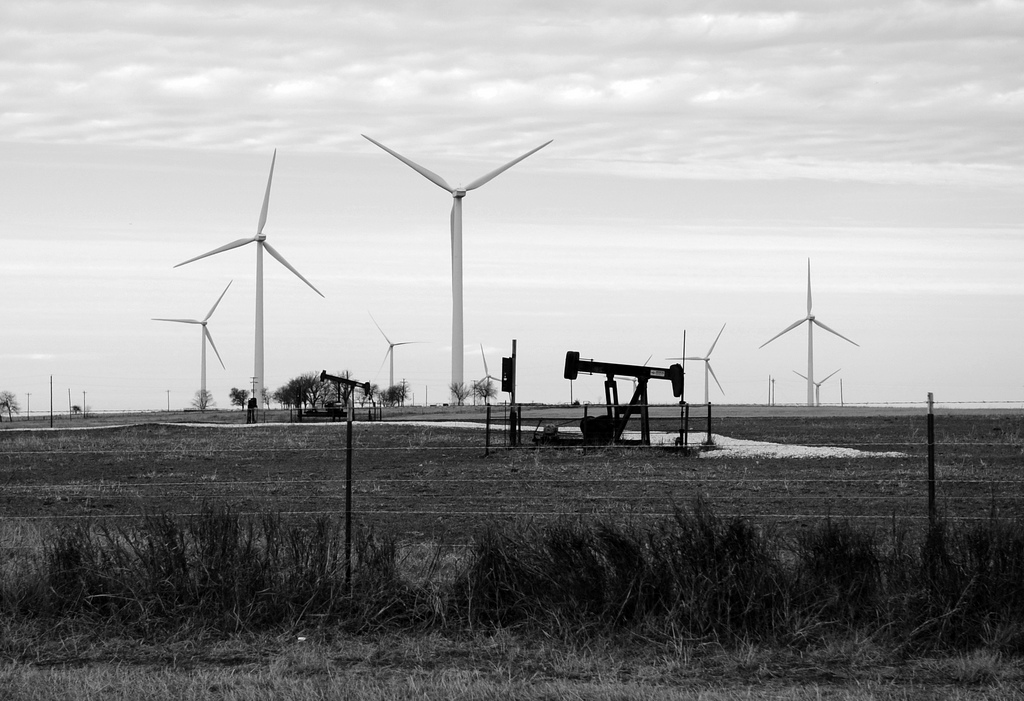
Die Wolf Ridge Windfarm

Nach der Volkszählung im Jahr 2000 lebten im Cooke County 36.363 Menschen in 13.643 Haushalten und 10.000 Familien. Die Bevölkerungsdichte betrug 16 Einwohner pro Quadratkilometer. Ethnisch betrachtet setzte sich die Bevölkerung zusammen aus 88,84 Prozent Weißen, 3,06 Prozent Afroamerikanern, 1,00 Prozent amerikanischen Ureinwohnern, 0,34 Prozent Asiaten, 0,01 Prozent Bewohnern aus dem pazifischen Inselraum und 5,16 Prozent aus anderen ethnischen Gruppen; 1,61 Prozent stammten von zwei oder mehr Ethnien ab. 9,97 Prozent der Einwohner waren spanischer oder lateinamerikanischer Abstammung.
Von den 13.643 Haushalten hatten 33,9 Prozent Kinder oder Jugendliche, die mit ihnen zusammen lebten. 59,6 Prozent waren verheiratete, zusammenlebende Paare, 9,9 Prozent waren allein erziehende Mütter und 26,7 Prozent waren keine Familien. 23,3 Prozent waren Singlehaushalte und in 11,1 Prozent lebten Menschen im Alter von 65 Jahren oder darüber. Die durchschnittliche Haushaltsgröße betrug 2,60 und die durchschnittliche Familiengröße betrug 3,07 Personen.
27,3 Prozent der Bevölkerung war unter 18 Jahre alt, 8,7 Prozent zwischen 18 und 24, 26,1 Prozent zwischen 25 und 44, 23,0 Prozent zwischen 45 und 64 und 14,9 Prozent waren 65 Jahre alt oder älter. Das Medianalter betrug 37 Jahre. Auf 100 weibliche Personen kamen 97,4 männliche Personen und auf 100 Frauen im Alter von 18 Jahren oder darüber kamen 92,8 Männer.
Das jährliche Durchschnittseinkommen eines Haushalts betrug 37.649 USD, das Durchschnittseinkommen einer Familie betrug 44.869 USD. Männer hatten ein Durchschnittseinkommen von 32.429 USD, Frauen 22.065 USD. Das Prokopfeinkommen betrug 17.889 USD. 10,9 Prozent der Familien und 14,1 Prozent der Einwohner lebten unterhalb der Armutsgrenze.

## Orte im County
- Bloomfield
- Bulcher
- Callisburg
- Cook
- Dexter
- Era
- Freemound
- Gainesville
- Hood
- Illinois Bend
- Lake Kiowa
- Leo
- Lindsay
- Lois
- Marysville
- Mountain Springs
- Muenster
- Myra
- Oak Ridge
- Prairie Point
- Rosston
- Sivells Bend
- Sturgeon
- Valley View
- Woodbine